# Hemictenius pygmaeus
Hemictenius pygmaeus är en skalbaggsart som beskrevs av Medvedev 1962. Hemictenius pygmaeus ingår i släktet Hemictenius och familjen Melolonthidae. Inga underarter finns listade i Catalogue of Life.